# Aéroport de Limbé
 (septembre 2022).
L'aéroport de Limbé (code IATA : VCC) était un aéroport à usage public situé à 1 kilomètre (1 mi) au sud-est de Limbé, dans le Sud-Ouest du Cameroun. 